# Реал Мурсія
«Реал Мурсія» (ісп. Real Murcia) — професійний іспанський футбольний клуб з міста Мурсія. Виступає у Сегунді Б. Домашні матчі проводить на стадіоні «Нуева Кондоміна», який вміщує 31 079 глядачів.

## Історія
Офіційно роком заснування клубу вважається 1908-й, хоча існують факти, згідно з якими клуб було засновано раніше: в 1903-му як Футбольний Клуб Мурсії та в 1906-му як ФК «Мурсія». Свою теперішню назву «Реал Мурсія» та статус королівського клуб отримав в сезоні 1923-24 від короля Іспанії Альфонса XIII. Наступного року був відкритий стадіон «Кондоміна», який став домашньою ареною клубу на наступні 82 роки.
В 1929 році «Реал Мурсія» стали переможцями третього дивізіону, а в сезоні 1939-40 вперше здобули право грати в Ла Лізі (за підсумками сезону 1939-40 вибули до Сегунди), повторивши це досягнення чотири роки потому. Після довгих років, проведених переважно в другому дивізіоні, команда повернулася в Прімеру в сезоні 1980-81, щоб знову покинути її на 9 років.
В 90-х роках XX ст. клуб виступав також переважно в Сегунді. 11 листопада 2006 року «Реал Мурсія» провела останній матч на стадіоні «Кондоміна». 15 днів потому команда вже грала на новій арені «Нуева Кондоміна». В тому сезоні клубу ще раз вдалося вибороти путівку да Ла Ліги. «Реал Мурсія» вдало розпочала наступний сезон, тримаючись в середині турнірної таблиці до початку 2008 року. Проте звільнення Хав'єра Клементе з посади головного тренера не пішло команді на користь, і вона знов понизилася в класі за підсумками сезону.